# Flattement
Pour les articles homonymes, voir tremblement (homonymie).
1. Le flattement ou tremblement mineur[1] est un agrément utilisé dans la musique baroque notamment par la flûte traversière et la flûte à bec consistant en de légères variations de la hauteur d'une note. Généralement appliquée sur les notes longues, il se fait « presque de la même façon que le tremblement ordinaire » mais « sur des trous plus éloignés, et quelques-uns sur le bord ou l'extrémité du trou[2] ». Il est décrit dès 1701 dans le traité de Jacques-Martin Hotteterre, Principes de la flûte traversière, ou flûte d'Allemagne, de la flûte à bec ou flûte douce et du hautbois, divisez par traitez.

1. Le flattement est une technique du jeu de violon et du violon baroque. La description se trouve dans plusieurs traités du début du XVIIe siècle, par exemple dans le "Selva dei vari passaggi secondo l'uso moderno, per cantare et suonare con ogni sorte de stromenti, divisi in due parti". (1620) de Francesco Rognoni. L'exécution est pratiquement un trille exercé sans force, seulement en touchant très légèrement la corde.